# نیروگاه بادی سن. لئون
نیروگاه بادی سن. لئون (فرانسوی: Parc éolien de Saint-Léon‎) اولین نیروگاه بادی استان منیتوبا است که در منطقه سن. لئون استان منیتوبا، کانادا قرار دارد. فاز اول ساخت این نیروگاه با نصب ۶۳ توربین بادی در مساحتی بالغ بر ۹۳ کیلومتر مربع (۳۶ مایل مربع) با ظرفیت تولید برق ۹۹ مگاوات، در سال ۲۰۰۶ به پایان رسید. در سال ۲۰۱۱، ۱۰ توربین دیگر خریداری گردید که ظرفیت تولید برق این نیروگاه را به ۱۲۰ مگاوات افزایش داد.